# Laqueator
Laqueator, laquearius o laquerarius eren a l'antiga Roma els gladiadors que usaven un llaç escorredor per agafar els seus adversaris. Eren una variació del tipus de gladiador conegut per reciari.